# Språkmaterialism
Språkmaterialism är en skandinavisk, primärt svensk, litterär stil inom den postmoderna lyriken. Den inbegriper ett uttryckssätt som är påverkat av amerikansk cut up-teknik och så kallad language poetry (uppkallat efter den amerikanska tidskriften L=A=N=G=U=A=G=E), vilken sätter fokus på själva språket, och inte innehållet. Den har sina rötter i 1970-talet, och syftar till att bryta upp bestämmande innebörder i texterna med målsättningen att vara demokratisk och upplösa de maktstrukturer som litteraturen, av strömningens förkämpar, anses upprätthålla.[källa behövs] Diktarna Katarina Frostenson, Lars Mikael Raattamaa och Johan Jönson har kallats språkmaterialister. Dessa diktare är i sin tur i mer eller mindre grad påverkade av Erik Beckman (1935–1995).
Poeter som arbetar med språkmaterialistisk teknik kallar ofta inte sig själva för språkmaterialister – termen myntades av stilens kritiker, och många debatter har förts kring begreppets olika innebörder. Termen har dock visat sig livskraftig och fungerar som en sammanfattning av olika gemensamma drag som finns i viss samtida estetik, som intresset för brus, dekonstruktion av språkliga, sociala och litterära normer, och kritiken av metaforen. I dess brott mot upplevda auktoritetsstyrda innebörder av litteraturen, och avståndstagande från den hierarkiska elitismen hos den så kallade "superläsaren", har den ansetts manifestera en långtgående individualism och subjektivism.[källa behövs] Av den orsaken har språkmaterialismen betecknats som "spjutspetslitteratur", trots uttalade demokratiska strävanden.[källa behövs] Det finns ofta en uttalad kritik mot marknadskrafter i denna strömning.[källa behövs]
Det centrala organet för en språkmaterialistisk litteratur i Sverige anses av rörelsens kritiker vara tidskriften OEI.[källa behövs]

## OEI-debatten
Axess magasins chefredaktör Johan Lundberg startade våren 2007 i Expressen den så kallade OEI-debatten, som blev en av de största kulturdebatterna i Sverige 2007,[källa behövs] där han kallade OEI för en "intolerant maktbas". Han menade att den sorts experimentella, "svåra" poesi, "språkmaterialism", som OEI representerar, tagit över svensk litteraturscen på ett oproportionerligt sätt. Till dem som bemötte Lundberg hörde Malte Persson. Denne kallade Lundbergs åsikter i frågan för en konspirationsteori, som led "inte bara av faktafel (som att Jan Arnald skulle vara publicerad av OEI editör) utan än mer av logiska brister rörande orsak och verkan", då OEI enligt Persson är "en ideellt driven tidskrift som visat sig vara tillräckligt vital för att även locka kritiker och poeter som redan var för sig var etablerade i vilket fall som helst". Jenny Tunedal hävdade i Aftonbladet att Lundberg inte tolererar "att ’oläsbar’ poesi, som hävdar att världen är komplicerad, får bra kritik. Men han säger i stort sett ingenting om vad det är som han tycker att poesi ska göra, eller vilka som gör det". Lundberg försvarade sig senare mot bland andra Persson med argument som att han aldrig påstått att det föreligger någon konspiration utan att det "går alldeles utmärkt att utöva påverkan på ett likriktande sätt utan att konspirera" samt att det uppenbarligen "enligt Persson [är] fullkomligt i sin ordning att personer i en tidskrifts redaktionsråd recenserar böcker som kommer ut på samma tidskrifts eget förlag". Lundberg hävdade vidare att hans belackares "litteraturuppfattning härrör ur en närsynt läsning av en litteraturhistoria, där efterkrigstidens litteratur regelmässigt beskrivs med tankefiguren att de som kritiserar nydanarna alltid har fel" samt "den unga poesin som sådan är helt marginaliserad – ingen utanför ett par minimala litterära kotterier i storstäderna läser eller refererar längre till poesi". Utöver de stora dagstidningarna publicerades det även en mängd artiklar om och inlägg i debatten i landsortspressen.

## Brusa högre lilla å
Språkmaterialismen är ett omdiskuterat begrepp och ingen av de författare eller redaktörer som benämnts som språkmaterialist i de olika debatterna har velat erkänna termen som sådan. Sommaren 2010 utkom dock författaren Helena Looft med diktsamlingen Brusa högre lilla å, där hon tar på sig "den svenska poesins synder" och träder fram som "Sveriges första och enda språkmaterialist". Brusa högre lilla å kan ses som en symbolisk offerhandling och ett försök att med en meningslös diktsamling göra debatten mer meningsfull, men verket har också tolkats som konkretistiskt och parodiskt.